# An eternity of you and me
|  | Denne artikel er oprettet af botten Steenthbot ud fra en ekstern database. Den kan derfor have sproglige fejl eller mangler. Denne skabelon kan fjernes efter kontrol af indholdet. |

An eternity of you and me er en dansk dokumentarfilm fra 2022 instrueret af Sanne This.

## Handling
Albert og Sanne bor i hus med katten Figaro og høns i baghaven, og de drømmer mere end noget andet om at få et barn. De er allerede begyndt at forberede sig på at blive forældre, men der sker ikke rigtig noget, og de må kaste sig ud i fertilitetsbehandling og kunstig befrugtning med alt, hvad det indebærer fra gynækologiske undersøgelser og lægesamtaler til negative graviditetstests og ægteskabelige konflikter.

## Medvirkende
- Albert